# Nedre Ältsvattnet
Nedre Ältsvattnet är en sjö i Sorsele kommun i Lappland och ingår i Umeälvens huvudavrinningsområde. Sjön har en area på 2,49 kvadratkilometer och ligger 645,2 meter över havet. Nedre Ältsvattnet ligger i Vindelfjällen Natura 2000-område. Sjön avvattnas av vattendraget Tärnaån.

## Delavrinningsområde
Nedre Ältsvattnet ingår i det delavrinningsområde (733645-148055) som SMHI kallar för Utloppet av Nedre Ältsvattnet. Medelhöjden är 756 meter över havet och ytan är 12,03 kvadratkilometer. Räknas de 14 avrinningsområdena uppströms in blir den ackumulerade arean 147,75 kvadratkilometer. Tärnaån som avvattnar avrinningsområdet har biflödesordning 2, vilket innebär att vattnet flödar genom totalt 2 vattendrag innan det når havet efter 428 kilometer. Avrinningsområdet består mestadels av kalfjäll (73 procent). Avrinningsområdet har 2,48 kvadratkilometer vattenytor vilket ger det en sjöprocent på 20,6 procent.